# Tom Mackintosh
Thomas "Tom" Mackintosh (født 30. januar 1997 i Wellington, New Zealand) er en newzealandsk roer og olympisk guldvinder.
Mackintosh var med i den newzelandske otter, der vandt guld ved OL 2020 i Tokyo. Resten af bådens mandskab blev udgjort af Hamish Bond, Tom Murray, Michael Brake, Dan Williamson, Phillip Wilson, Shaun Kirkham, Matt Macdonald og styrmand Sam Bosworth. Newzealænderne sikrede sig guldet efter en finale, hvor de kom i mål 0,96 sekunder før sølvvinderne fra Tyskland og 1,09 sekunder foran Storbritannien, der vandt bronze.

## OL-medaljer
- 2020:  Guld i otter